# جوني هاي (لاعب كرة قدم)
جوني هاي (بالألمانية: Jonny Hey) هو لاعب كرة قدم ألماني، ولد في 21 سبتمبر 1949. لعب مع أرمينيا بيليفيلد وفورتونا كولن ونادي دويسبورغ ونادي غراسهوبر زيوريخ ونادي فوبرتال الرياضي.

## وصلات خارجية
- جوني هاي على موقع قاعدة بيانات كرة القدم.إي يو (الإنجليزية)
- جوني هاي على موقع بيانات كرة القدم. دي إي (الألمانية)
- جوني هاي على موقع عالم كرة القدم.نت (الإنجليزية)